# Cremador d'esperit de vi
Un cremador d'alcohol o cremador d'esperit de vi, és un equip de laboratori que s'utilitza per produir una flama oberta. Pot ser de llautó, vidre, acer inoxidable, alumini, etc.

## Usos
Es prefereixen els cremadors d'alcohol per a alguns usos, en lloc dels cremadors Bunsen, amb finalitats de seguretat i en laboratoris on no es disposa de gas natural. Són poc voluminosos, la seva mida es limita a aproximadament 5 centímetres (dues polzades) d'alçada, amb una temperatura comparativament més baixa que la flama de gas del cremador Bunsen.
Tot i que no generen unes flames tan calentes com altres tipus de cremadors, fan prou escalfor per realitzar proves amb substàncies químiques, procediments estàndard de laboratori de microbiologia, com també es poden utilitzar per esterilitzar a la flama alguns equips de laboratori.

## Funcionament

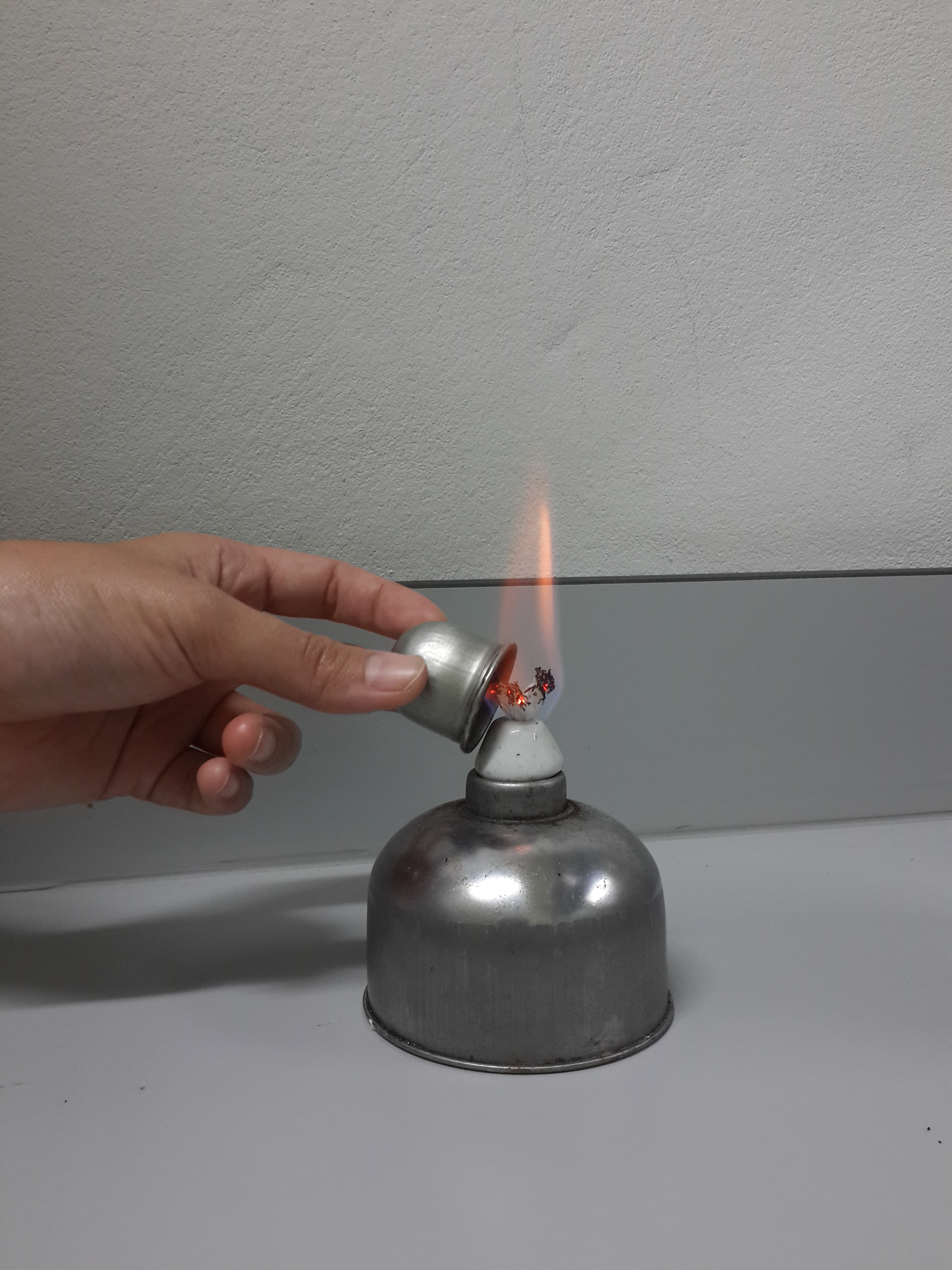
La flama del cremador es tapa com una espelma per apagar-la.

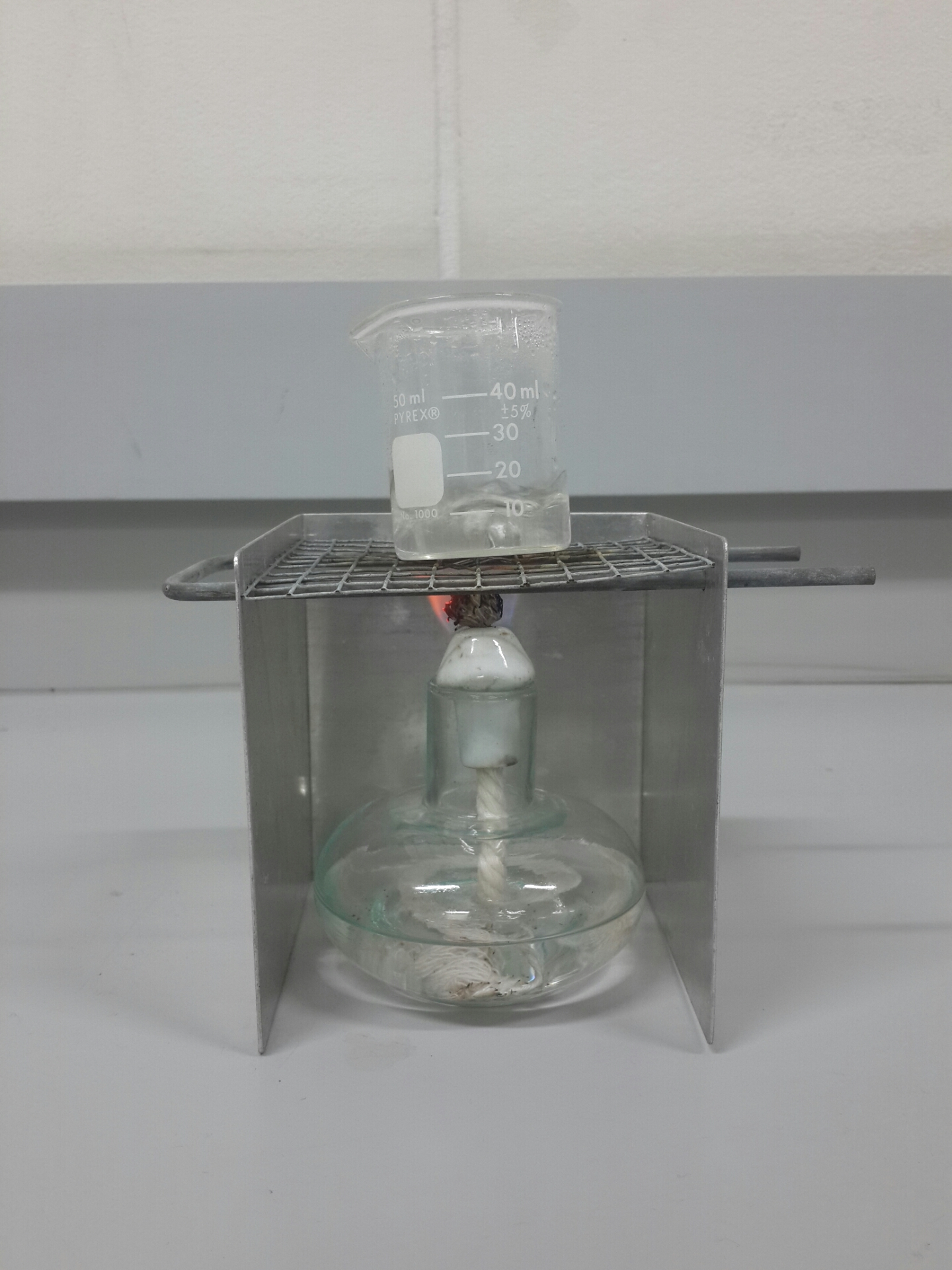
Una petita quantitat de líquid bull al damunt del cremador d'alcohol.

El combustible típic és l'alcohol desnaturalitzat, el metanol o l'isopropanol. Per apagar la flama, s'utilitza Una tapa com esmocadora -(snuffer),